# Alvin Brown Beats
Alvin Brown Beats, de son vrai nom Francisco Stevens, né le 18 septembre 1994 à Hell-Ville, Nosy Be, à Madagascar, est un compositeur de musique français. Repéré par des grands noms du dancehall musique, il commence à placer ses premières instrumentales auprès de chanteurs reconnus, comme Vybz Kartel et Jahyanai King. Il fera même une collaboration avec Popcaan, avec le titre " F&F " en 2020. Cette même année, il a composé le single " Chill " pour l'album Fixtape de Popcaan, qui a occupé une place dans The Billboard.

## Biographie

### Enfance
Stevens Francisco est né à Madagascar, à Hell-Ville, Nosy Be, le 18 septembre 1994. Ses deux parents sont eux aussi originaires de Madagascar. Son père, Francisco, est un auteur-compositeur-interprète installé à Antananarivo, qui a participé à la démocratisation du Salegy (un rythme typique de Madagascar). Passionnée de rock et musique country, sa mère l'a aussi grandement influencé concernant sa passion pour la musique.
À 11 ans, il commence à explorer de nouveaux univers musicaux et à s'émanciper des goûts de ses parents. C'est alors qu'il découvre le rap et commence à écouter des artistes internationaux, tels que Snoop Dog, 50 Cent et Puff Daddy.

### Début
Il fait ses débuts au collège en tant que DJ pour les fêtes de fin d'examen. Il utilise d'abord le logiciel Virtual DJ, puis il découvre par la suite le logiciel Fruityloops qui lui permet de perfectionner ses techniques de composition et d'en explorer de nouvelles. Il commence alors à se former de façon autodidacte, mais étant issu d'une famille plutôt modeste, il doit attendre 2008 avant de posséder son propre ordinateur. Ce cadeau de la part de sa mère lui permet de poursuivre sa passion.
En 2012, sa famille décide de déménager à la Réunion. Grâce à Internet et aux tutoriels YouTube, il se consacre entièrement à la composition musicale et commence à poster ses productions sur SoundCloud et plus tard sur YouTube. Il commence sérieusement à envisager une carrière musicale en 2016, il crée et lance lui-même son propre site web.

### Carrière musicale
À la suite d'un drame familial, il s'engage dans l'armée de l'air française pour subvenir aux besoins de ses proches. De 2016 à 2018, il met donc sa passion pour la musique entre parenthèses, ayant trop peu de temps pour s’y consacrer entièrement et exclusivement. Malgré cela, en 2017, il parvient à atteindre une certaine popularité sur YouTube. C'est durant cette période qu'il commence à être approché par de grands artistes. Il a notamment composé de nombreux morceaux : " Reckless " pour Eunique, " Octogone " pour ICO, " Tapita Bora " pour Sixto Rein, " Fella " pour le groupe Navy Kenzo... C'est cette même année que Jahyanai King prend contact avec lui pour la signature de son single "Dweet So".
À la suite de ces succès, il décide de mettre fin à sa carrière dans l'armée, pour se consacrer à sa carrière musicale.
En 2019, Vybz Kartel l'approche pour son titre " Can't be the same " en collaboration avec Squash. Dans la même période, il produit des morceaux pour la mixtape de Popcaan " Fixtape " tels que " Chill ", "Gyalentine's", " Good Only " ainsi que le single " Win ".

### Style musical et influences
Au début de sa carrière, les productions d'Alvin Brown Beats étaient grandement influencées par le hip-hop et la trap, qu'il découvre grâce au compositeur Lex Luger. Par la suite, il a commencé à se diversifier, notamment en s'intéressant à la musique pop, à la pop dancehall et au moombahton. En 2017, il a été très influencé par le shatta. C'est en 2019 qu'il commence à faire des productions afrobeats. Depuis 2020, il explore et expérimente de nouveaux genres musicaux, tels que la synthwave, la funk et la drill.

## Discographie

### Collaborations
| Dates | Artiste             | Titre             |
| ----- | ------------------- | ----------------- |
| 2018  | Jahyanai            | Dweet So          |
| 2019  | Eunique             | Reckless          |
| 2019  | Squash, Vybz Kartel | Can't Be the Same |
| 2020  | Popcaan             | Chill             |
| 2020  | Jahyanai            | Quoi qu'il arrive |
| 2020  | Popcaan             | F&F,              |
| 2021  | Popcaan             | Win               |
| 2021  | Popcaan             | Good Only         |
| 2022  | Limo, Sensey'       | Tombé pour elle   |